# HMS White Bear (1563)
HMS White Bear (Biały Niedźwiedź) – angielska XVI-wieczna karaka (lub galeon), królewski okręt wojenny zbudowany na początku panowania królowej Elżbiety I w 1563 (lub 1564), pozostający w służbie przez ponad sześćdziesiąt lat. Pierwszy i jedyny okręt Royal Navy noszący tę nazwę. 

## Historia
"White Bear" został zbudowany w Królewskiej Stoczni znajdującej się w Woolwich nad Tamizą i trafił do służby jako „okręt królewski” (nazwa marynarki wojennej "Royal Navy" została oficjalnie utworzona w 1660 roku po restauracji Stuartów). Wygląd okrętu znany jest na podstawie pochodzącego z początku XVII wieku sztychu niderlandzkiego grafika Claesa Janszoona Virsschera, znajdującego się obecnie w Narodowym Muzeum Morskim w Londynie. Okręt miał pękatą sylwetkę oraz wysokie nadbudówki charakterystyczne dla karaki lub galeonu wczesnego typu. Żagle umieszczone były na czterech masztach: na fokmaszcie i grotmaszcie – ożaglowanie rejowe, na bezanmaszcie i stermaszcie – ożaglowanie łacińskie.
"White Bear" został przebudowany w latach 1585–86 pod kierunkiem Skarbnika i Nadzorcy Floty Johna Hawkinsa w celu poprawienia właściwości morskich. Pomimo swojej wielkości i silnego uzbrojenia nie mógł dorównać szybkim i zwrotnym, nowo budowanym galeonom elżbietańskiej floty, której flagowym okrętem stał się "Ark Royal". 
Znany jest tylko jeden wiarygodny epizod dotyczący udziału "White Bear" w walce. Podczas kampanii przeciwko Wielkiej Armadzie w 1588 roku okrętem dowodził lord Edward Sheffield. "White Bear" wchodził wówczas w skład głównej eskadry z Plymouth pod dowództwem Lorda Wysokiego Admirała Charlesa Howarda. 
W latach 1598-99 "White Bear" został rozebrany i przebudowany na nowy okręt noszący tę samą nazwę. Sklasyfikowano go jako "Royal Ship" (późniejsza I ranga).
"White Bear" został wycofany ze służby w 1627, kiedy uznano, że znajduje się w złym stanie technicznym. Dwa lata później został sprzedany w Rochester, dalsze losy są nieznane.